# 캄론

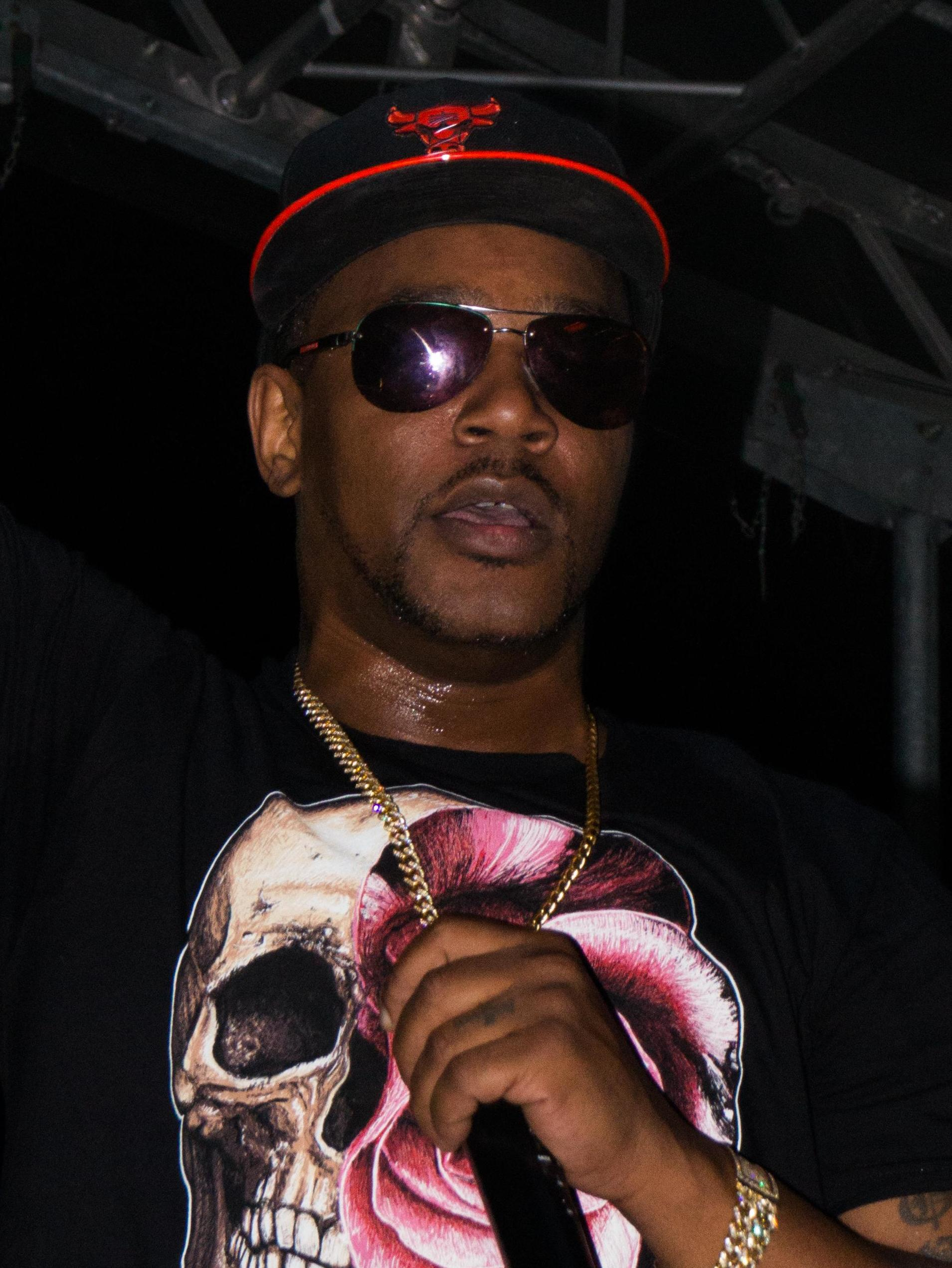

캄론(Cam'Ron, Cameron Giles 1976년 2월 4일 ~ )는 미국의 랩퍼 겸 영화배우이다.그는 예명으로 'Killa Cam'이라고도 불리며,힙합그룹 디플로맷츠의 멤버이다.

## 생애
그는 뉴욕에서 태어나 '맨하튼 센터 고등학교'에 다녔으며, 후에 친구인 짐 존스, 메이스를 만나게 된다. 그는 1990년대부터 랩퍼가 되었고, 빅 엘, 메이스와 함께,'Children Of The Corn'에 멤버였다.빅 엘이 사망한뒤에는 Notorious B.I.G와 일하기도 했었으며,그한테서 랩을 배우기도했었다.

### 락커펠라 레코드
그는 소니레코드에서 그의 첫솔로앨범 'Confessions of Fire'를 1998년 7월에 발매한다.그의 절친한 친구메이스도 참여했으나,별로 성적이 좋지 않고,친구인 데몬 데쉬의 추천으로 2001년 락커펠라 레코드와 계약을 맺는다.그의 두 번째 앨범'Come Home With Me'는 성공적이었다.싱글인 'Hey Ma','Oh Boy'는 빌보드에서 좋은 성적을 거뒀고, 2003년, 주엘즈 산타나, 데몬 데쉬, 짐 존스,'프리키 제키'와 그룹'Diplomets'을 결성한다.그룹 앨범인 'Diplomatic Immunity'는 플래티넘급 앨범을 받는다.두 번째 그룹앨범은 'Diplomatic Immunity 2'는 골드를 받으며, 그들의 전성기를 갖게된다.그의 네 번째 앨범인 'Purple Haze'는 2004년 7월에 발매되며,골드를 차지한다. 그러나 2005년 락커펠라 레코드의 사장인 Jay-z와의 디스와 그들의 음악적 성향때문에 락커펠라 레코드/데프잼 레코드에서 나오게된다.

### 현재
그는 영화배우로도 데뷔하고 'Killa Season'이라는 앨범도 냈으나,인기는 점점 식어가고있다.현재 그룹'Diplomets'에 관한 일을 하지 않고,탈퇴가능성이 보인다.
현재 새 힙합레이블이자 크루인 '더 유엔'을 만들었고,'디플로맷츠 웨스트'와 함께 음악,영화 사업을 추진 중이라고 한다.